# Nordiska mästerskapen i brottning 1974
Nordiska mästerskapen i brottning 1974 hölls den 20 april 1974 i Trelleborg i Sverige. Det var den 17:e upplagan av tävlingen.

## Medaljtabell
*   Värdland ( Sverige)
| Nr                  | Nation              | Guld | Silver | Brons | Totalt |
| ------------------- | ------------------- | ---- | ------ | ----- | ------ |
| 1                   | Sverige*            | 8    | 1      | 1     | 10     |
| 2                   | Finland             | 1    | 8      | 1     | 10     |
| 3                   | Norge               | 1    | 1      | 5     | 7      |
| 4                   | Danmark             | 0    | 0      | 3     | 3      |
| Totalt (4 nationer) | Totalt (4 nationer) | 10   | 10     | 10    | 30     |

## Resultat

### Grekisk-romersk stil
| Gren    | Guld             | Silver             | Brons             |
| 48 kg   | Benni Ljungbeck  | Raimo Hirvonen     | Atle Støve        |
| 52 kg   | Kauko Naavala    | Kari Toivonen      | Kjell Henriksen   |
| 57 kg   | Per Lindholm     | Jussi Vesterinen   | Benny Jensen      |
| 63 kg   | Rolf Andersson   | Suli Heinonen      | Harald Hervig     |
| 68 kg   | Lars-Erik Skiöld | Markku Yli-Isotalo | Tage Weirum       |
| 74 kg   | Janne Karlsson   | Veikko Lavonen     | Bjoern Jensen     |
| 82 kg   | Leif Andersson   | Matti Riihioja     | Klaus Mysen       |
| 90 kg   | Keijo Manni      | Lars-Erik Nilsson  | Bernhard Esbensen |
| 100 kg  | Tore Hem         | Caj Malmberg       | Roland Andersson  |
| +100 kg | Ebbe Thorup      | Einar Gundersen    | Raimo Karlsson    |